# 普那卡

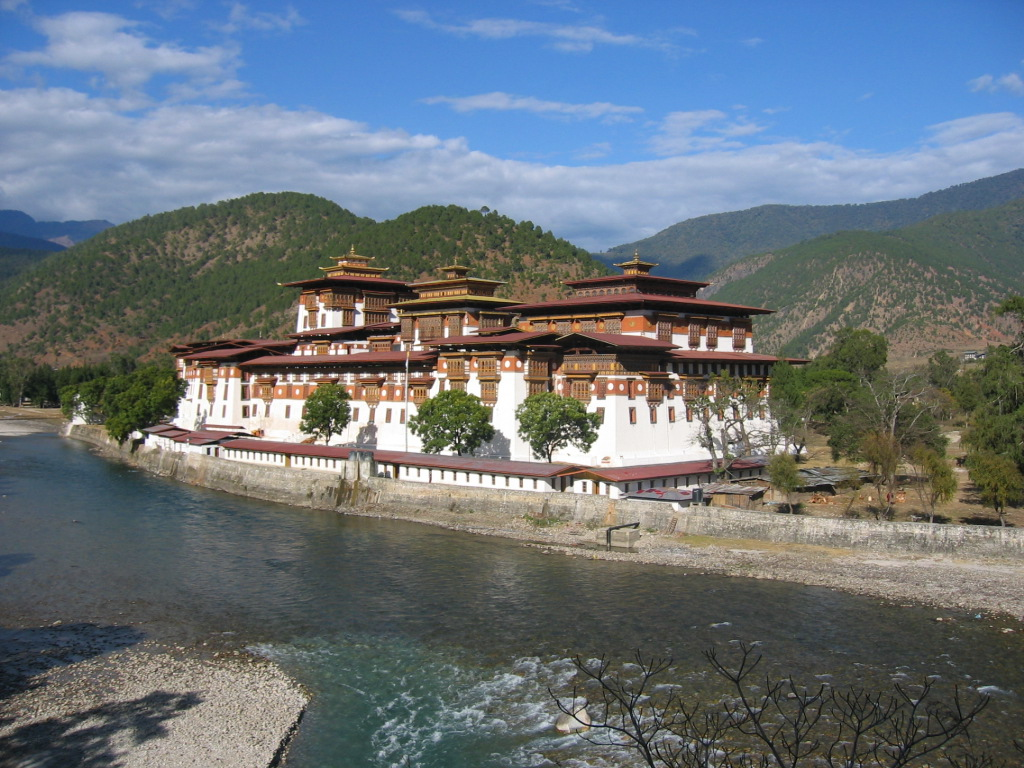
普那卡城堡

普那卡是不丹普那卡宗的首府所在地。普那卡是不丹王国的古首都（1955年政府迁都廷布），位于中北部，海拔1300米。雄伟壮观的普那卡城堡（sPu-na-kha rdzong）是不丹第二座大城堡，修建于1657年，处于Pho-chu（“公河”）和Mo-chu（“母河”）交汇处。
据说莲花生曾经预言说：“一位名叫南结的人将在卧象形状的丘陵建立城堡”，在17世纪夏仲阿旺南结（Zhabs-drung ngag-dbang rnam-rgyal）来到了普那卡，发现有一座丘陵形状与卧象十分相似，并在象鼻尖（丘陵的最低处）修建了城堡，应验了千年前的预言。在照片上卧象陵处于城堡的后面。